# Homonnazávod
Homonnazávod (1899-ig Zavadka, szlovákul: Závadka) község Szlovákiában, az Eperjesi kerület Homonnai járásában.

## Fekvése
Homonnától 5 km-re nyugatra fekszik, az 558-as út mentén.

## Története
Neve a szláv zavada (= akadály) főnévből származik.
A 18. század végén Vályi András így ír róla: „ZAVATKA. Tót falu Zemplén Várm. földes Ura Gr. Vandernót Uraság, lakosai katolikusok, fekszik Topoloka, és Mislyinához 1/2 órányira; határja 3 nyomásbéli, földgye agyagos, zabot, és krompélyt leginkább terem, erdeje bikkes, szőleje nints, piatza Homonnán.”
Fényes Elek 1851-ben kiadott geográfiai szótárában így ír a faluról: „Závadka, Zemplén v. tót falu, Leszkócz fil. 241 r. kath., 5 zsidó lak. Sok rét. 1561 h. szántóföld. F. u. gr. Vandernath. Ut. p. Nagy-Mihály.”
Borovszky Samu monográfiasorozatának Zemplén vármegyét tárgyaló része szerint: „Homonnazávod, azelőtt Zavadka, tót kisközség, körjegyzőségi székhely, 46 házzal és 236 róm. kath. vallású lakossal. Postája, távírója és vasúti állomása Homonna. A homonnai uradalomhoz tartozott, de újabb korban a Szirmayak, majd gróf Van Dernáth bírták. Most gróf Andrássy Sándornak van itt nagyobb birtoka és régi úrilaka, melyben a körjegyzői hivatal van elhelyezve. A községbeli róm. kath. templom 1770-ben épült.”
1920 előtt Zemplén vármegye Homonnai járásához tartozott.

## Népessége
| Év:            | 1994. | 2004.    | 2014.   | 2024.   |
| -------------- | ----- | -------- | ------- | ------- |
| Emberek száma: | 470   | 526      | 534     | 560     |
| Eltérés:       |       | +11,91 % | +1,52 % | +4,86 % |

| Év:            | 2023. | 2024.   |
| -------------- | ----- | ------- |
| Emberek száma: | 553   | 560     |
| Eltérés:       |       | +1,26 % |

1910-ben 242, túlnyomórészt szlovák lakosa volt.
2001-ben 546 lakosából 541 szlovák volt.
2011-ben 538 lakosából 530 szlovák.